# NGC 6608
NGC 6608 est une galaxie spirale vue par la tranche et située dans la constellation du Dragon. Sa vitesse par rapport au fond diffus cosmologique est de 6 634 ± 6 km/s, ce qui correspond à une distance de Hubble de 97,9 ± 6,9 Mpc (∼319 millions d'al). NGC 6608 a été découverte par l'astronome américain Lewis Swift en 1883.

## Identification de NGC 6608
Le professeur Seligman mentionne qu'il serait possible que NGC 6608 soit un doublon de NGC 6609 et il souligne que Steve Gottlieb soutient qu'il aurait été pratiquement impossible pour Swift de voir la galaxie PGC 61556. De plus, l'apparence de PGC 61556 ne correspond pas à la description de Swift, car il n'y a pas d'étoile pâle à proximité.